# International Lawn Tennis Challenge 1909
L'International Lawn Tennis Challenge 1909 è stata la nona edizione di quella che oggi è conosciuta come Coppa Davis. Per la seconda edizione consecutiva a sfidarsi furono solo Isole britanniche, Stati Uniti e Australasia. Dopo aver sconfitto i britannici a Filadelfia, gli statunitensi volarono a Sydney dove furono nuovamente sconfitti dall'Australasia. La finale venne giocata al Double Bay Grounds dal 27 al 30 novembre.

## Risultati
| Stati Uniti 5 | Germantown Cricket Club, Filadelfia, Stati Uniti 11–14 settembre 1909 | Germantown Cricket Club, Filadelfia, Stati Uniti 11–14 settembre 1909 | Gran Bretagna 0 |     |     |     |     |  |
| \| \| \| \| 1 \| 2 \| 3 \| 4 \| 5 \| \| \| - \| \| --------------------------------------------------------------- \| --- \| --- \| --- \| --- \| --- \| \| \| 1 \| \| William Larned Charles Dixon \| 6 3 \| 6 2 \| 6 0 \| \| \| \| \| 2 \| \| William Clothier James Parke \| 6 4 \| 6 3 \| 8 6 \| \| \| \| \| 3 \| \| Harold Hackett / Raymond D. Little Walter Crawley / James Parke \| 3 6 \| 6 4 \| 6 4 \| 4 6 \| 8 6 \| \| \| 4 \| \| William Larned James Parke \| 6 3 \| 6 2 \| 6 3 \| \| \| \| \| 5 \| \| William Clothier Charles Dixon \| 6 3 \| 6 1 \| 6 4 \| \| \| \| |                                                                       |                                                                       |                 |     |     |     |     |  |
| |                                                                       |                                                                       | 1               | 2   | 3   | 4   | 5   |  |
| 1 | Stati Uniti (bandiera) · Gran Bretagna (bandiera)                     | William Larned Charles Dixon                                          | 6 3             | 6 2 | 6 0 |     |     |  |
| 2 | Stati Uniti (bandiera) · Gran Bretagna (bandiera)                     | William Clothier James Parke                                          | 6 4             | 6 3 | 8 6 |     |     |  |
| 3 | Stati Uniti (bandiera) · Gran Bretagna (bandiera)                     | Harold Hackett / Raymond D. Little Walter Crawley / James Parke       | 3 6             | 6 4 | 6 4 | 4 6 | 8 6 |  |
| 4 | Stati Uniti (bandiera) · Gran Bretagna (bandiera)                     | William Larned James Parke                                            | 6 3             | 6 2 | 6 3 |     |     |  |
| 5 | Stati Uniti (bandiera) · Gran Bretagna (bandiera)                     | William Clothier Charles Dixon                                        | 6 3             | 6 1 | 6 4 |     |     |  |

### Finale
| Australasia 5 | Double Bay Grounds, Sydney, Australia 27–30 novembre 1909 | Double Bay Grounds, Sydney, Australia 27–30 novembre 1909                | Stati Uniti 0 |     |     |     |   |  |
| \| \| \| \| 1 \| 2 \| 3 \| 4 \| 5 \| \| \| - \| \| ------------------------------------------------------------------------ \| ----- \| --- \| --- \| --- \| - \| \| \| 1 \| \| Norman Brookes Maurice McLoughlin \| 6 2 \| 6 2 \| 6 4 \| \| \| \| \| 2 \| \| Tony Wilding Melville Hammond Long \| 6 2 \| 7 5 \| 6 1 \| \| \| \| \| 3 \| \| Norman Brookes / Tony Wilding Melville Hammond Long / Maurice McLoughlin \| 12 10 \| 9 7 \| 6 3 \| \| \| \| \| 4 \| \| Norman Brookes Melville Hammond Long \| 6 4 \| 7 5 \| 8 6 \| \| \| \| \| 5 \| \| Tony Wilding Maurice McLoughlin \| 3 6 \| 8 6 \| 6 2 \| 6 3 \| \| \| |                                                           |                                                                          |               |     |     |     |   |  |
| |                                                           |                                                                          | 1             | 2   | 3   | 4   | 5 |  |
| 1 | Australasia (bandiera) · Stati Uniti (bandiera)           | Norman Brookes Maurice McLoughlin                                        | 6 2           | 6 2 | 6 4 |     |   |  |
| 2 | Australasia (bandiera) · Stati Uniti (bandiera)           | Tony Wilding Melville Hammond Long                                       | 6 2           | 7 5 | 6 1 |     |   |  |
| 3 | Australasia (bandiera) · Stati Uniti (bandiera)           | Norman Brookes / Tony Wilding Melville Hammond Long / Maurice McLoughlin | 12 10         | 9 7 | 6 3 |     |   |  |
| 4 | Australasia (bandiera) · Stati Uniti (bandiera)           | Norman Brookes Melville Hammond Long                                     | 6 4           | 7 5 | 8 6 |     |   |  |
| 5 | Australasia (bandiera) · Stati Uniti (bandiera)           | Tony Wilding Maurice McLoughlin                                          | 3 6           | 8 6 | 6 2 | 6 3 |   |  |